# Neoraimondia herzogiana
Neoraimondia herzogiana ist eine Pflanzenart in der Gattung Neoraimondia aus der Familie der Kakteengewächse (Cactaceae). Das Artepitheton herzogiana ehrt den deutschen Bryologen und Botaniker Theodor Herzog.

## Beschreibung
Neoraimondia herzogiana wächst strauchig oder baumförmig und kandelaberartig, bildet einen deutlichen Stamm aus und erreicht Wuchshöhen von bis 15 Metern. Die aufrechten Triebe besitzen Durchmesser von 15 bis 20 Zentimetern. Es sind 6 bis 7 Rippen vorhanden. Die auffälligen Areolen sind zapfenähnlich. Die 3 bis 5 Mitteldornen sind 6 bis 10 Zentimeter, die 7 bis 10 Randdornen 1 bis 2 Zentimeter lang.
Die schmutzig rosaweißen Blüten erreichen Durchmesser von 5 bis 6 Zentimeter und Längen von 6 bis 7,5 Zentimetern. Ihr Perikarpell ist mit kleinen Büscheln kurzer, borstenartiger Dornen besetzt. Die eiförmigen, süßen und wohlschmeckenden Früchte sind gelblich braun und mit Dornen besetzt. Sie weisen Durchmesser von 5 Zentimetern auf und sind 5 bis 6 Zentimeter lang. Sie besitzen einen ausdauernden Blütenrest.

## Verbreitung, Systematik und Gefährdung
Neoraimondia herzogiana ist in den bolivianischen Departamentos Cochabamba, Chuquisaca, Santa Cruz und Tarija in Höhenlagen von 600 bis 1900 Metern verbreitet.
Die Erstbeschreibung als Neocardenasia herzogiana  wurde 1949 durch Curt Backeberg veröffentlicht. Franz Buxbaum stellte sie 1967 in die Gattung Neoraimondia.
In der Roten Liste gefährdeter Arten der IUCN wird die Art als „Least Concern (LC)“, d. h. als nicht gefährdet geführt.

### Literatur

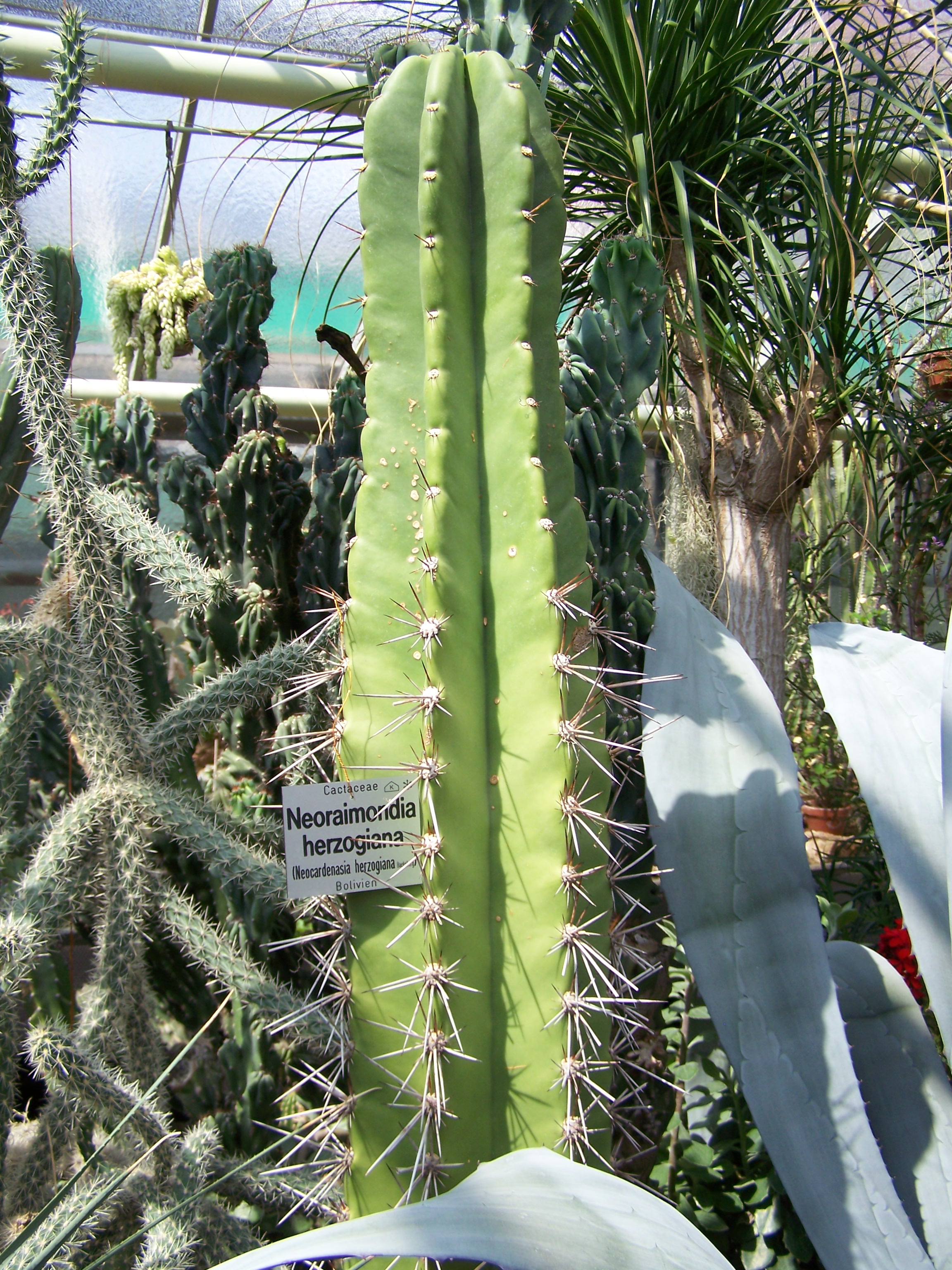
Jungpflanze

## Nachweise

## Weiterführende Literatur
- R. Kiesling, J. D. Mauseth: History and taxonomy of Neoraimondia herzogiana (Cactaceae). In: Haseltonia. Band 7, 2000, S. 47–52.
- J. D. Mauseth, R. Kiesling: Comparative anatomy of Neoraimondia roseiflora and Neocardenasia herzogiana (Cactaceae). In: Haseltonia. Band 5, 1997, S. 37–50.